# Poreč
Poreč er en by i det vestlige Kroatien, med et indbyggertal (pr. 2001) på ca. 17.000. Byen ligger i området Istrien, på kysten til Adriaterhavet.
45°13′N 13°35′Ø / 45.217°N 13.583°Ø